# Alexander Werth
Alexander Werth (San Petersburgo, 4 de febrero de 1901 – París, 5 de marzo de 1969) fue un escritor, periodista, y corresponsal de guerra, nacido en Rusia y naturalizado británico.

## Biografía
La familia de Werth vivía en San Petersburgo y a raíz de la Revolución rusa huyó al Reino Unido. Se naturalizó como ciudadano británico el 7 de julio de 1930.
Alexander Werth hablaba y escribía con fluidez en ruso e inglés. 
Escribió sobre Francia en el período anterior a la guerra y sobre Rusia en la Segunda Guerra Mundial, especialmente sobre la Batalla de Stalingrado y el sitio de Leningrado.  
Su obra más conocida es Rusia en la guerra de 1941 a 1945, (Londres, 1964) una mirada detrás de escena a la vida en la Unión Soviética en tiempos de guerra; pasó la guerra allí como corresponsal de la BBC y tuvo un acceso sin igual debido a la combinación de sus credenciales de prensa de la BBC y su capacidad de hablar el ruso como idioma nativo.

## Campo de concentración de Majdanek

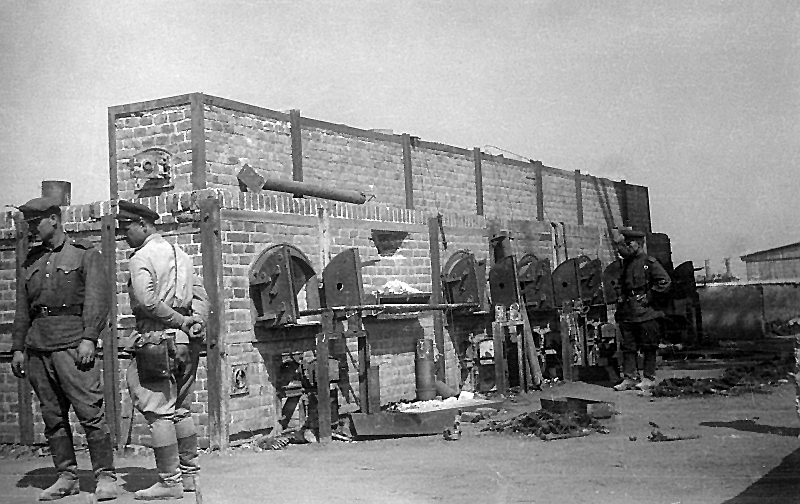
Soldados del Ejército Rojo examinando los hornos en Majdanek, después de la liberación del campo, verano de 1944

Werth estaba entre un grupo de periodistas que visitaron el campo de concentración y exterminio de Majdanek en Polonia, después de que el Ejército Soviético lo descubriera. Presentó un informe sobre las atrocidades que se habían cometido allí, pero la BBC inicialmente se negó a transmitirlo, creyendo que era demasiado increíble para ser verdad y sospechando un truco de propaganda soviética.
Fue corresponsal del periódico The Guardian en Moscúde 1946 a 1949. Después de la Batalla de Stalingrado, fue uno de los primeros forasteros en ser permitido entrar en la ciudad.
Otras obras incluyen: Francia 1940-1955: la Revolución de Gaulle ; Moscú 41 ; Los últimos días de París: el diario de un periodista ; Leningrado El año de Stalingrado ; y alboroto musical en Moscú.
Su hijo Nicolas Werth es un historiador francés ( Directeur de recherche au CNRS ) que se especializa en la historia de la Unión Soviética . 

## Trabajos
- El diario posterior de la condesa Tolstoi 1891-1897. (traducción autorizada) Londres: Victor Gollancz, 1929
- Francia en fermento. Londres: Jerrolds, 1934.
- El destino de Francia. Londres: Hamish Hamilton, 1937. Publicado en Estados Unidos como Which Way France .
- Francia y Munich antes y después de la rendición. Londres: Hamish Hamilton, 1939.
- Los últimos días de París: el diario de un periodista. Londres: Hamish Hamilton, 1940.
- Moscú '41. Londres: Hamish Hamilton, 1942. Publicado en Estados Unidos como Moscow War Diary.
- El crepúsculo de Francia, 1933 - 1940: Crónica de un periodista. Londres: Hamish Hamilton, 1942.
- Leningrado Londres: Hamish Hamilton, 1944.
- El año de Stalingrado: un registro histórico y un estudio de la mentalidad rusa, métodos y políticas. Londres: Hamish Hamilton, 1946.
- Alboroto musical en Moscú. Londres: Turnstile Press, 1949.
- Francia, 1940-1955. Londres: Robert Hale, 1956.
- La extraña historia de Pierre Mendès Francia y el gran conflicto sobre el norte de África francés. Londres: Barrie Books, 1957. Publicado en Estados Unidos como Lost Statesman: The Strange Story of Pierre Mendes-France.
- América en duda. Londres: Robert Hale, 1959.
- La revolución de DeGaulle. Londres: Robert Hale, 1960.
- La fase de Jruschov: la Unión Soviética entra en los años sesenta "decisivos". Londres: Robert Hale, 1961. Publicado en Estados Unidos como Rusia bajo Jruschov.
- Rusia en guerra, 1941-1945. Londres: Barrie y Rockliff, 1964. (Edición alemana: Russland im Krieg 1941-1945. München: Droemer Knaur 1965)
- DeGaulle: una biografía política. Londres: Simon & Schuster, 1965.
- Rusia: esperanzas y miedos. Londres: Barrie y Rockliff, 1969.
- Rusia: los años de la posguerra. Londres: Robert Hale, 1971.